# Puente de San Miguel (Gante)
El Puente de San Miguel (Sint-Michielsbrug, en neerlandés) es un puente de arco de piedra en el centro de la ciudad belga de Gante. El puente se encuentra sobre el río Lys, en el lado sur de Graslei y Korenlei. El actual puente monumental fue construido en el período 1905-1909, por el arquitecto Louis Cloquet .
El puente forma parte de la calle Sint-Michielshelling. Desde el puente se tiene una vista a las tres torres de Gante: Iglesia de San Nicolás, el campanario de Gante y la catedral de San Bavón. En el lado suroeste se encuentra la Iglesia de San Miguel . El puente fue protegido como monumento en 1983.